# Léon Dixneuf
 (mars 2024).
 (mars 2024).
- Si vous ne connaissez pas le sujet, laissez ce bandeau (vous pouvez alors contacter les auteurs).
- Si vous supprimez le contenu mis en cause (vous pouvez préalablement contacter les auteurs),

argumentez précisément cette suppression dans la page de discussion
(un manque de référence n'est pas un argument ; une recherche réelle de référence doit avoir été effectuée, être formellement documentée).
Léon Eugène Émile François Dixneuf, né le 22 septembre 1920 à Rezé (Loire-Atlantique), mort le 27 juin 1973 à Saint-Palais (Cher), est un prélat catholique français, évêque titulaire de Vassinassa (de), évêque auxiliaire de Rennes en 1972-1973.

## Biographie
Fils d'un employé de commerce, Léon Dixneuf suit, entre 1929 et 1937, une scolarité classique au Collège puis au Lycée Saint-Joseph-du-Loquidy de Nantes tenus par les frères des écoles chrétiennes avant que d'entreprendre des études supérieures d'espagnol qu'il interrompt très vite, dès 1938, pour rentrer au Grand séminaire Saint-Jean. Il est ordonné prêtre pour le diocèse de Nantes à la libération, le 23 décembre 1944.
Nommé professeur d'espagnol au Lycée externat des Enfants-Nantais, il cumulera cette charge avec celle d’aumônier JOC puis de l'ACI à compter de 1960. Le 15 juillet 1967, Michel Vial en fait son vicaire général pour la ville de Nantes et son agglomération, lui confiant en particulier le soin des aumôneries de l'enseignement public. Cinq ans plus tard, le 27 novembre 1972, il est choisi pour seconder le cardinal Paul Gouyon dont l'évêque auxiliaire, Marcel Riopel, approche de la limite d'âge.
Par suite du sinistre causé par l'incendie de la cathédrale Saint-Pierre-et-Saint-Paul de Nantes le 28 janvier 1972, Dixneuf est sacré le 14 janvier 1973 en l'église Saint-Similien.
Trouvant la mort cinq mois plus tard, le 27 juin 1973, dans un accident de la route à Saint-Palais après avoir quitté l'archevêché de Bourges, il ne peut malheureusement marquer durablement l'histoire de l'archidiocèse breton. Il est enterré dans la crypte de la cathédrale métropolitaine Saint-Pierre de Rennes.